# Dystrykt Kintampo
Kintampo – był dystryktem w regionie Brong Ahafo w Ghanie. Dekretem prezydenta Johna Kufuora z dnia 12 listopada 2003 został podzielony na dwa dystrykty Kintampo South i Kintampo North.